# Lepidobatrachus
Lepidobatrachus is een geslacht van kikkers uit de familie Ceratophryidae. De groep werd vroeger tot de fluitkikkers (Leptodactylidae) gerekend.
Er zijn 3 soorten die in de Engelse taal wel Budgetts frogs worden genoemd, naar de Britse herpetoloog John Samuel Budgett (1872-1904) die de groep voor het eerst wetenschappelijk beschreef. Alle soorten komen voor in Zuid-Amerika; Argentinië, Bolivia en Paraguay.

## Uiterlijke kenmerken
Lepidobatrachus- soorten zijn over het algemeen licht olijfkleurig en soms met lichtgroen of geel patroon. Als ze volwassen zijn kunnen ze een lengte van 8 tot 10 centimeter bereiken. Ze hebben een rond, afgevlakt lichaam met ogen die opvallen omdat ze duidelijk aan de bovenzijde van het hoofd geplaatst zijn. Ze hebben korte poten, maar kunnen hiermee toch aardig snel zwemmen. Doordat hun lijf veel te groot lijkt voor hun poten, staan ze daarom ook wel bekend als de "Hippo frog" (nijlpaard kikker). Op iedere achterpoot is een zwart, nagelachtig schijfje aanwezig, de metatarsusknobbel, waarmee de kikkers zichzelf in kunnen graven. De bek is bijna de helft van de grootte van het lichaam. Ze kunnen in gevangenschap de leeftijd van ongeveer 5 jaar bereiken.

## Verdediging
Lepidobatrachus- soorten zijn vrij agressieve kikkers. De twee scherpe uitsteeksels in de onderzijde van de bek worden niet alleen gebruikt om hun prooi mee te pakken, maar ook om zich af te weren tegen vijanden. Hij staat er zelfs om bekend om flink te kunnen bijten. Ze gaan dan hoog op hun poten staan om zich nog groter te laten lijken, en springen recht op hun roofdier af. Hier is de Engelse naam "Freddy Krueger"-frog aan te danken. Als ze zich aangevallen voelen, openen ze de zeer grote bek, en geven ze een schrille kreet.

## Voedsel
Net als andere kikkers bestaat het voedsel uit krekels, kikkervisjes, schaaldieren, slakken, wormen, kikkers, kleine slangen, hagedissen en soms kleine knaagdieren. In gevangenschap worden meestal aardwormen, krekels en soms dode nestmuizen aangeboden maar ze zijn semi-aquatisch en hebben ook veel interesse in vissen.

## Soorten
Geslacht Lepidobatrachus
- Lepidobatrachus asper – Ruwe fluitkikker
- Lepidobatrachus laevis
- Lepidobatrachus llanensis